# Magdalenki (województwo łódzkie)
Magdalenki – wieś w Polsce, położona w województwie łódzkim, w powiecie radomszczańskim, w gminie Żytno.
| SIMC    | Nazwa | Rodzaj |
| ------- | ----- | ------ |
| 0147938 | Czech | osada  |

W latach 1975–1998 miejscowość administracyjnie należała do województwa częstochowskiego.